# Kathy Fisher
Kathleen Ann Fisher (* 1. Juni 1966) ist eine US-amerikanische Sängerin aus Los Angeles. Zusammen mit Songwriter Ron Wasserman, mit dem sie verheiratet ist, bildet sie die Band Fisher. Daneben ist sie auch bekannt als Vocalist mehrerer Trance-Hits.

## Biographie
Kathy Fisher und Ron Wasserman gründeten die Band Fisher im Jahr 1998. Das Musikformat MP3 war gerade dabei sehr populär zu werden und so veröffentlichte Ron Wasserman einige Songs auf der Musikwebsite MP3.com. Innerhalb weniger Wochen erreichten sie 18.000 Downloads pro Tag. Dies brachte ihnen Aufmerksamkeit von Time Magazine und CNN und schließlich einen Plattenvertrag mit Universal Music Ende 1999. Bis heute sind von der Band insgesamt sechs Alben erschienen. Die Musik ist im Bereich Rock und Pop anzusiedeln. Mehrere Songs von Fisher wurde in Filmen und Fernsehserien verwendet.
Im Jahr 2005 begann Kathy Fisher eine Zusammenarbeit mit dem Trance-Duo Filo & Peri. Zusammen veröffentlichten sie die Singles „Closer Now“ und „Ordinary Moment“ mit ihrer Stimme. Seither ist sie in der Trance-Szene eine gefragte Sängerin. Kathy hat zuletzt mit Trance-Künstlern wie The Thrillseekers, Moonbeam, Leon Bolier und Jon O’Bir zusammengearbeitet.

## Diskographie

### Alben
- 1999: One
- 2000: True North
- 2002: Uppers & Downers
- 2005: The Lovely Years
- 2008: Acoustic Cafe 2
- 2009: Water
- 2010: Stripped

### Singles
als Fisher
- 2005: Any Way
- 2005: Oblivious
- 2014: Priceless (feat. Mike Shiver)
- 2015: Girl From The Sky (feat. Steve Kaetzel)

Kooperationen
- 2005: Filo & Peri feat. Fisher – Closer Now
- 2006: Filo & Peri feat. Fisher – Ordinary Moment
- 2007: Moussa Clarke feat. Fisher – Love Key
- 2007: Perpetual feat. Fisher – Innocent
- 2008: The Thrillseekers feat. Fisher – The Last Time
- 2008: Moonbeam & Tyler Michaud feat. Fisher – Love Never Dies
- 2009: Vast Vision feat. Fisher – Everything
- 2010: George Acosta feat. Fisher – Beautiful
- 2010: Leon Bolier feat. Fisher – By Your Side (I’ll Be There)
- 2010: George Acosta feat. Fisher – Love Rain Down
- 2010: Vast Vision feat. Fisher – Behind Your Smile
- 2010: Jon O’Bir feat. Fisher – Found A Way
- 2010: George Acosta feat. Fisher – Tearing Me Apart
- 2011: George Acosta feat. Fisher – True Love
- 2012: Thrillseekers feat. Fisher – Angel
- 2012: Vast Vision feat. Fisher – Hurricane
- 2012: Moonbeam feat. Fisher – I Love Your Face
- 2012: Pedro Del Mar & ReOrder feat. Fisher – Reaching Out
- 2012: Paul Vinitsky & Fisher – One Heart
- 2012: Alpha Duo feat. Fisher – Fight for Love
- 2013: Misja Helsloot feat. Fisher – Inspire
- 2013: Sean Tyas & Noah Neiman feat. Fisher – Lose My Logic
- 2014: Richard Durand feat. Fisher – In Your Hands
- 2015: Sean Tyas feat. Fisher – Something In The Way
- 2015: Paul van Dyk & Giuseppe Ottaviani feat. Fisher – In Your Arms